# Карпаты (Луна)
Карпаты (лат. Montes Carpatus) — горный хребет на Луне, на южной границе Моря Дождей. Длина — около 330 км, максимальная высота — около 2400 м. На юге от гор расположен кратер Коперник, на западе — кратер Майер Т., в южной области гор лежит кратер Гей-Люссак. Горы расположены в районе, ограниченном координатами 13,4° — 17,5° с.ш., 18,2° — 29,2° з.д. (координаты центра — 14°34′ с. ш. 23°37′ з. д. / 14,57° с. ш. 23,62° з. д.).
Карпаты тянутся с запада на восток. Их восточная часть ограничена широким проливом, соединяющим Море Дождей с Морем Островов. На восточной стороне этого пролива находятся Апеннины — другой горный массив, окаймляющий Море Дождей. Большая часть Карпат состоит из высоких пиков и вершин, разделенных долинами, заполненными лавой. Эти пики не имеют собственных названий, за исключением пика Виноградова, расположенного на севере от западной области гор. Местность на севере от гор представляет собой ровную поверхность Моря Дождей, нарушенную лишь отдельными складками, тогда как местность на юге от гор значительно неровна, хотя также покрыта лавой.
Этот хребет носит название земных Карпатских гор. На карте Луны оно появилось благодаря Яну Гевелию, дававшему лунным горам имена земных. Однако у Гевелия это название имело вид Mons Carpathes и относилось к совсем другому объекту — к валу кратера Евдокс, расположенного далеко на северо-востоке. Позже это имя перешло на объект данной статьи и в 1964 году получило нынешний вид Montes Carpatus.